# Warm Springs (Kalifornia)
Warm Springs – jednostka osadnicza w Stanach Zjednoczonych, w stanie Kalifornia, w hrabstwie Riverside.